# Grocklarna (öster om Rosala, Kimitoön)
Grocklarna är öar i Finland. De ligger i Skärgårdshavet och i kommunen Kimitoön i landskapet Egentliga Finland, i den sydvästra delen av landet. Öarna ligger omkring 70 kilometer söder om Åbo och omkring 130 kilometer väster om Helsingfors.
Arean för den av öarna koordinaterna pekar på är 0,8 hektar och dess största längd är 160 meter i nord-sydlig riktning. Närmaste större samhälle är Hangö, 12,9 km öster om Grocklarna.